# Pyrisitia
Pyrisitia es un género de mariposas de la familia Pieridae.

## Descripción
Especie tipo por designación original Papilio proterpia Fabricius, 1775.

## Diversidad
Existen 11 especies reconocidas en el género, todas ellas tienen distribución neotropical.

## Plantas hospederas
Las especies del género Pyrisitia se alimentan de plantas de las familias Simaroubaceae, Bignoniaceae y Fabaceae. Las plantas hospederas reportadas incluyen los géneros Alvaradoa, Picramnia, Tecoma, Amphicarpaea, Cassia, Chamaecrista, Desmanthus, Glycine, Mimosa, Senna, Trifolium, Lysiloma, Desmodium, Prosopis y Calliandra.